# 33941 Mouginot
33941 Mouginot este o planetă minoră (asteroid), cu un diametru de 2,539 km, din centura de asteroizi. A fost descoperită pe 1 iunie 2000 la Stația Anderson Mesa de Lowell Observatory Near-Earth-Object Search. 
Obiectul prezintă o orbită caracterizată de o semiaxă mare de 2,2198563 UAi, o excentricitate de 0,12, o înclinație de 0,61009 ° în raport cu ecliptica.